# Simon Svensson (byggnadsingenjör)
Simon Petrus Svensson, född 7 juni 1888 i Johannes församling i Stockholm, död 14 januari 1974 i Västerleds församling i Stockholm, var en svensk byggnadsingenjör och arkitekt.
Han genomgick tekniska skolans byggnadsavdelning samt Kungliga tekniska högskolans avdelning för arkitektur där han deltog som extra elev. Han var därefter anställd vid Stockholms stads byggnadskontor samt som kontrollant för Tekniska högskolans nybygge. Han stod vid slutet av 1910-talet bakom ett antal representativa villor i Karlstad. I början av 1920-talet flyttade han till Göteborg där han var byggnadskontrollant för bland annat Konserthuset, Stadsteaten och Tulehuset. Han ritade Bengtsfors kyrka 1924–1925 och blev 1936 riddare av Vasaorden. 1942 blev han fastighetsförvaltare vid Thulebolagen i Stockholm, en tjänst han hade fram till sin pensionering.
Simon Svensson är gravsatt tillsammans med sin hustru Gerda Kristina Svensson, född Pousette (1892–1983) på Skogskyrkogården i Stockholm. De var gifta sedan 1918. I samma grav vilar även sonen Åke Pousette med hustru.

## Bildgalleri

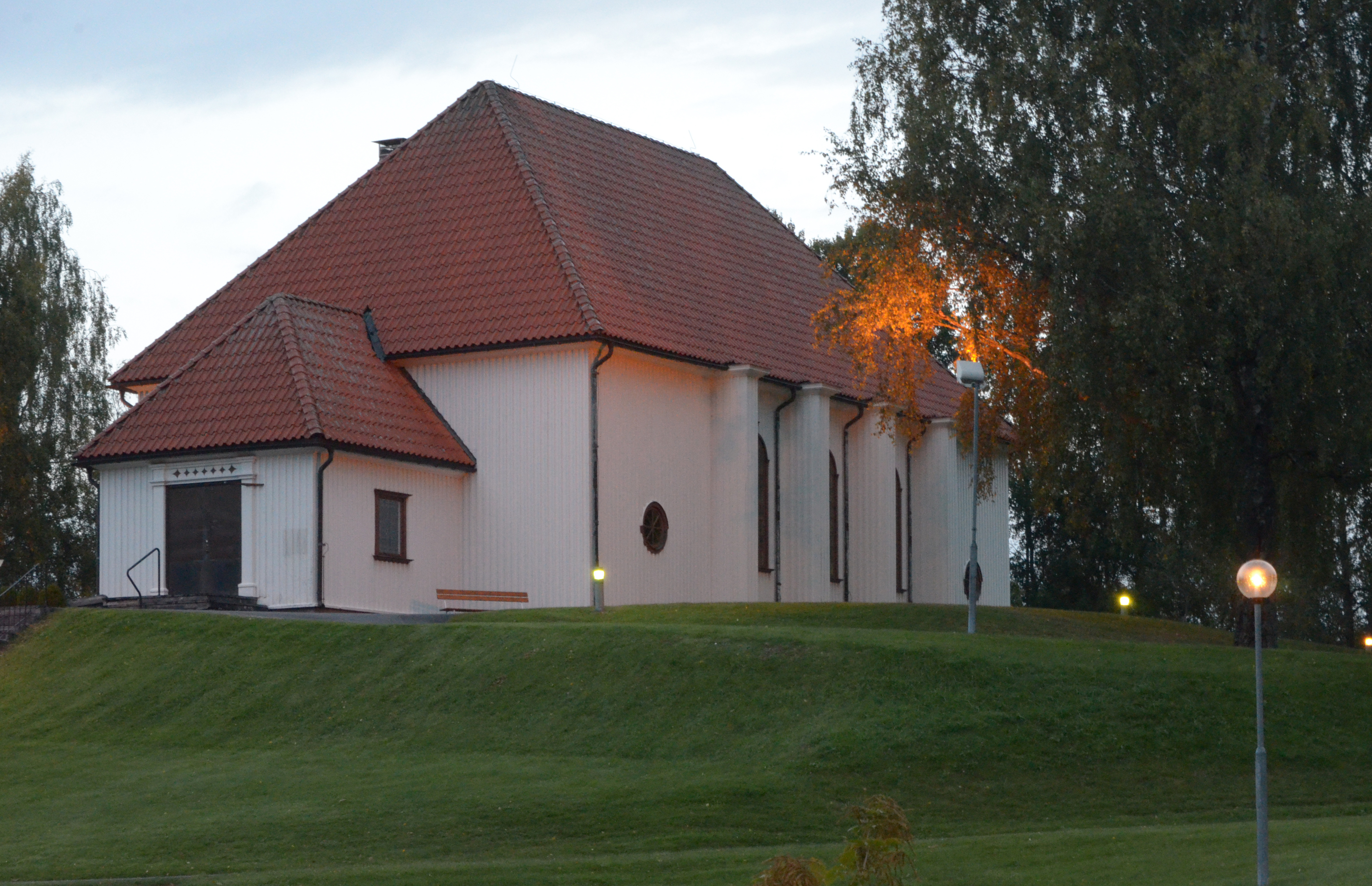
Bengsfors kyrka
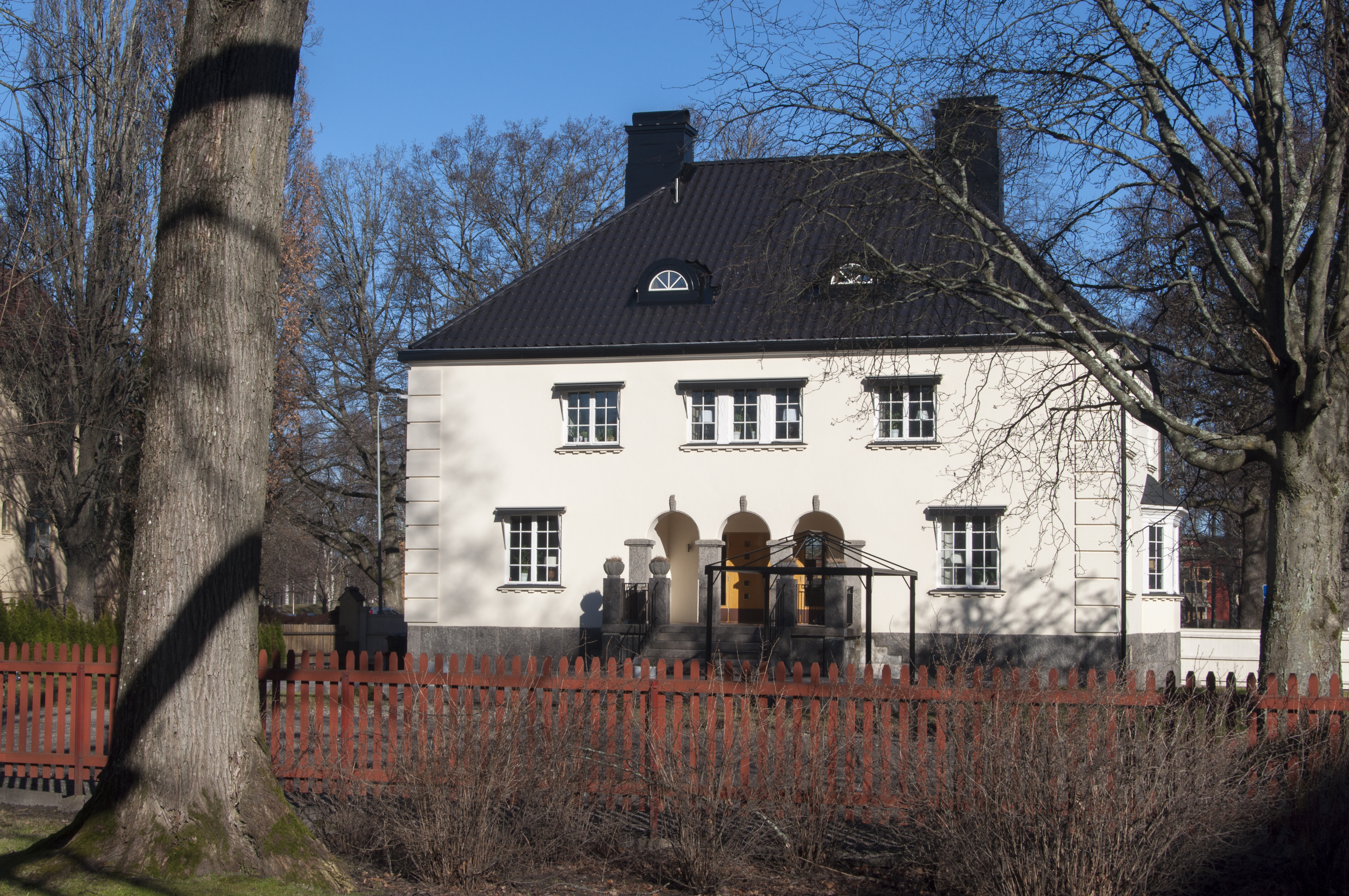
Grosshandlare Anders Löfbergs villa på Sandgrundsgatan 1, Karlstad
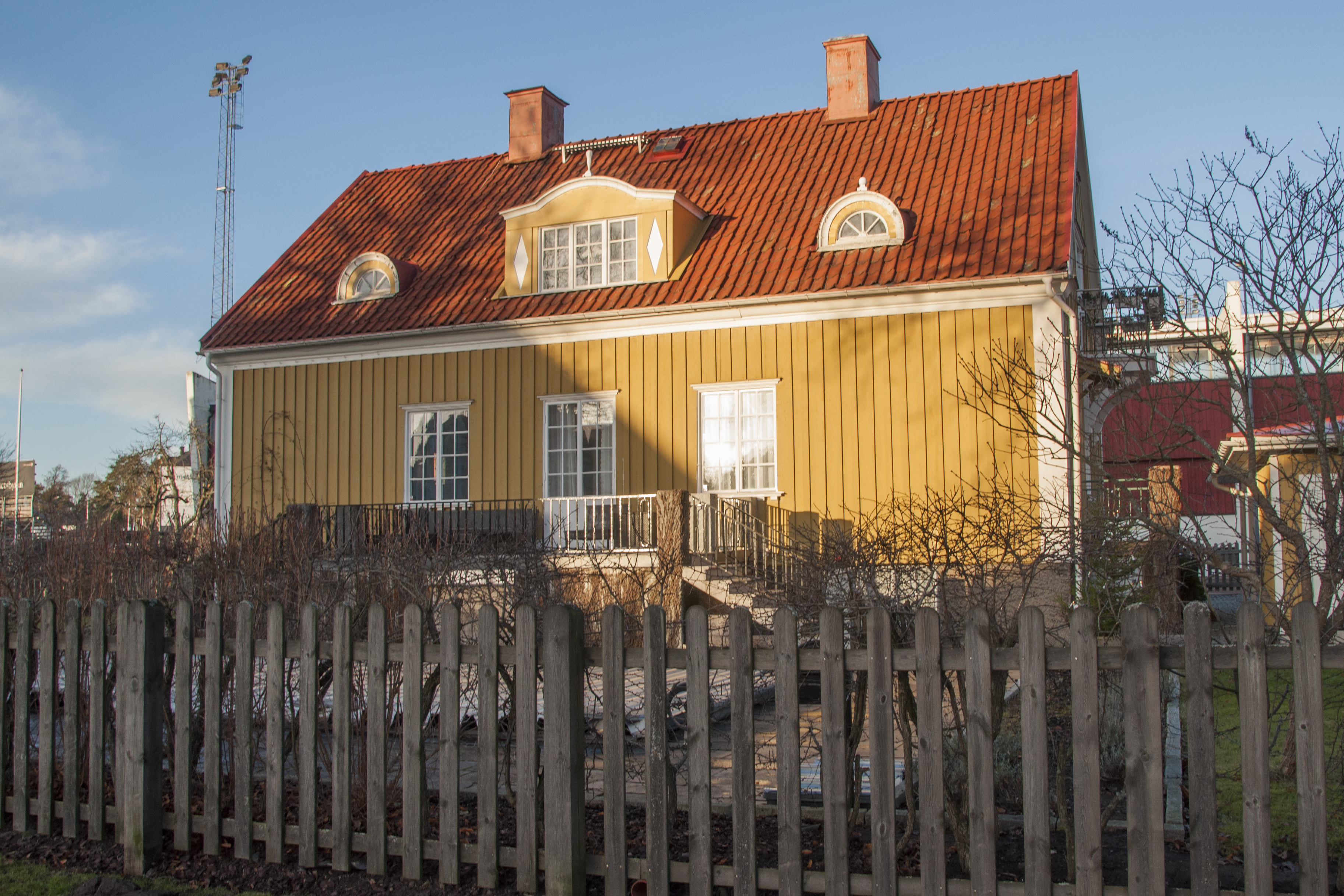
Regementsgatan 9, Karlstad
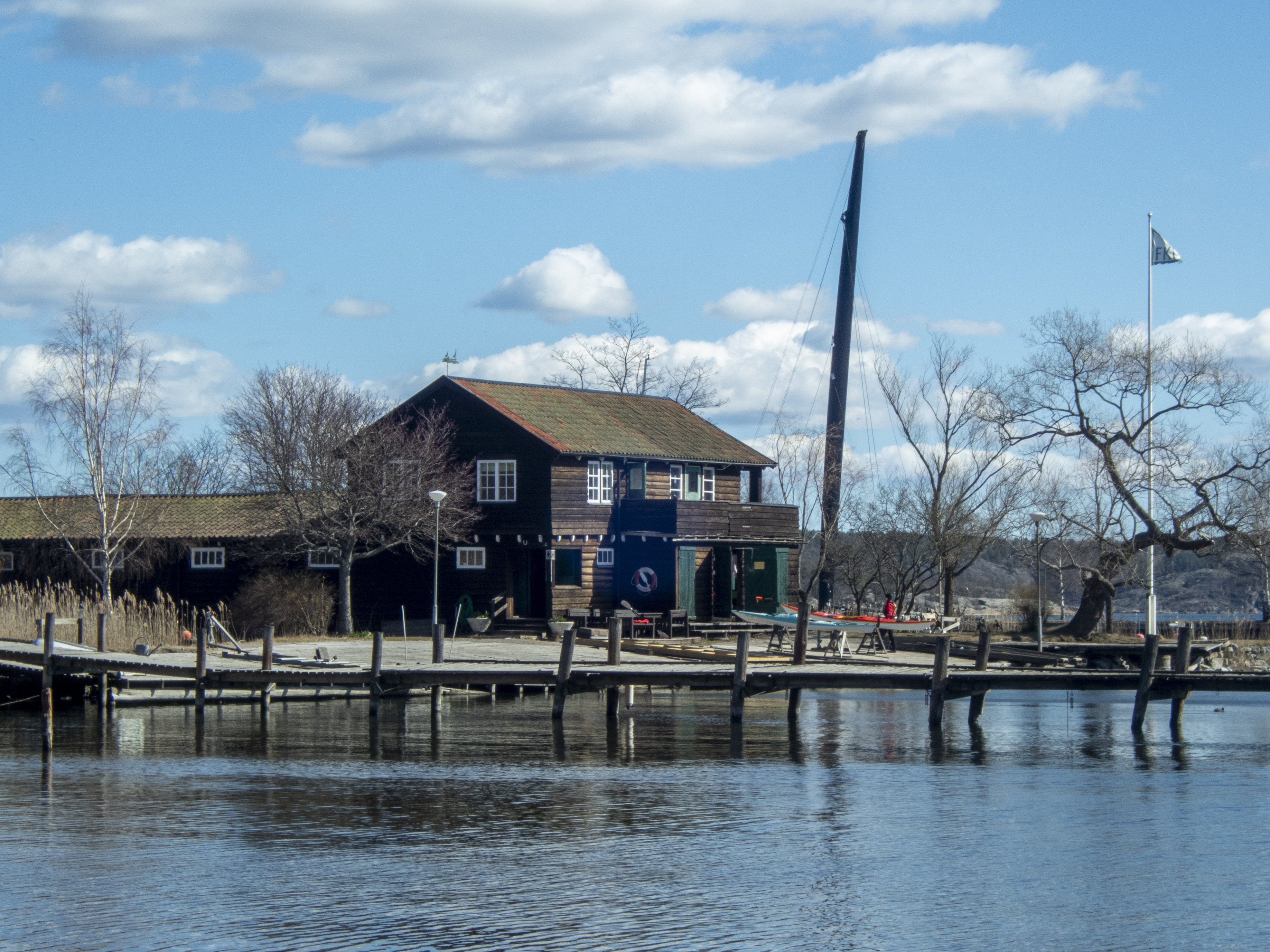
FKI:s klubbhus på Djurgården